# Manabu Horii
Manabu Horii (堀井 学, Horii Manabu), né le 19 février 1972 à Muroran, est un patineur de vitesse et un homme politique japonais.

## Biographie
Aux Jeux olympiques d'hiver de 1994 disputés à Lillehammer, il a obtenu la médaille de bronze du 500 mètres. Durant sa carrière, il a battu trois record du monde dont deux fois celui du 1 000 mètres.

## Palmarès
- Jeux olympiques d'hiver
  -  Médaille de bronze aux Jeux de Lillehammer 1994

- Championnats du monde de sprint
  -  Médaille de bronze en 1996 à Heerenveen

- Championnats du monde simple distance
  -  Médaille d'or du 500 m en 1997 à Varsovie

- Coupe du monde
  - Vainqueur du classement du 500 m en 1995-1996
  - Vainqueur du classement du 1 000 m en 1996-1997
  - 22 victoires.